# Александров, Леонид Григорьевич
Леонид Григорьевич Александров (1876—1943) — полковник Русской императорской армии, начальник Ораниенбаумской пулемётной школы в 1918 году и Московских пулемётных курсов в 1919—1921 годах.

## Биография
Родился в 1876 году в Выборге. Окончил 7 классов классической гимназии в 1896 году, поступил в Петербургское пехотное юнкерское училище и окончил его в 1898 году, получив офицерское звание. Был командиром взвода, батальонным адъютантом, начальником учебной и пулемётной команд, а также командиром роты. В чине капитана участвовал в сражениях Первой мировой войны, был ранен. После второго ранения как специалист пулемётного дела направлен в офицерскую стрелковую школу начальником оружия, назначен начальником офицерских пулемётных курсов и командиром батальона в Ораниенбауме. Дослужился до звания полковника.
Поддержал сторонников Февральской революции, избран председателем полкового комитета. С 24 мая по 25 декабря 1918 года — первый начальник Ораниенбаумских пулемётных курсов, позже ставших известными как Ленинградское высшее общевойсковое командное училище. С 13 января 1919 года по 3 ноября 1921 года — начальник Московских пулемётных курсов (нынешнее Московское высшее военное командное училище). Позже был начальником Объединенной военной школы ВЦИК, преподавал в ряде военно-учебных заведений.
Погиб в 1943 году в Москве в автокатастрофе.